# جيري فورست
جيري فورست (بالإنجليزية: Gerry Forrest)‏ هو لاعب كرة قدم بريطاني في مركز الظهير، ولد في 21 يناير 1957 في المملكة المتحدة. لعب مع نادي روذرهام يونايتد ونادي ساوثهامبتون وGateshead United F.C. ‏ وبيلينغهام تاون ‏.

## وصلات خارجية
- جيري فورست على موقع قاعدة بيانات كرة القدم.إي يو (الإنجليزية)